# 丙午画会
丙午画会（へいごがかい）とは、1906年（明治39年）に京都で結成された日本画の革新的団体。

## 概要
聖護院洋画研究所（1906年3月より関西美術院）で浅井忠に師事した画家たちのうち、洋画の技法を取り入れようとした日本画家と、日本画も描いてみようとする洋画家によって自然発生的に生まれた会合に始まる。初期のメンバーは千種掃雲、小川千甕、芝千秋、神阪松濤、杉浦香峰、久保井翠桐、利根雪峰、津田青楓、沢部清五郎、槙岡芦舟、徳永鶴泉。
関西美術院では、裸体のモデルを使ってデッサンの研究を続けていたが、同じモデルの同じところを、幾日も幾日も繰り返し描くことは、日本画を学んだ青年たちにはもどかしく思えた。そこで1906年（明治39年）12月、浅井の制止を聞かず、芦舟宅に研究所を設けて独自の研究を始めた。丙午の年であったことを記念して、丙午画会研究所と命名される。この頃には同志は掃雲、千秋、松涛、香峰、翠桐、芦舟、鶴泉の7人に減っていたが、月一回新日本画の批評会を開き、外に向かっては宣誓書を発表して、会員外の参加も自由とした。しかし、研究所の運営費はすべて会員の負担であったから、経済的に行き詰まり、翌年4月には研究所は閉鎖に至る。
その後、芦舟と松濤は退会したが、残る5人で1907年（明治40年）10月に第一回展覧会を開催。最も急先鋒であった千種掃雲などは、日本画に洋画のもつ写実性を取り入れただけでなく、労働者の日常を題材としており、従来の花鳥風月を描いてきた日本画とは明確な違いがあった。これには時代の影響もあり、日露戦争戦勝の裏で急速な近代化の矛盾が露呈し始めていたなか、芸術思潮もロマン主義から自然主義へと転じようとしていたのである。丙午画会の他の会員たちもそれぞれに新しい試みをみせ、竹内栖鳳と山元春挙の二つの流れのほかにも、日本画に新しい流れが生まれたとして、画壇でも注目を受けた。ただし、この年初めて開催されることになった文部省美術展覧会（文展）に丙午画会展出品作を送るも、すべて落選して返ってきた。急進的であったため時代の流れになじまず、また技術的にも未消化の部分が多かった。
同会は1912年（大正元年）秋頃を最後に自然解消したと考えられている。